# Вевелл (місячний кратер)
Кра́тер Ве́велл (лат. Whewell) — невеликий метеоритний кратер в районі західного узбережжя Моря Спокою на видимому боці Місяця. Назва присвоєна на честь англійського філософа Вільяма Вевелла (1794—1866) та затверджена Міжнародним астрономічним союзом у 1935 році.

## Опис кратера

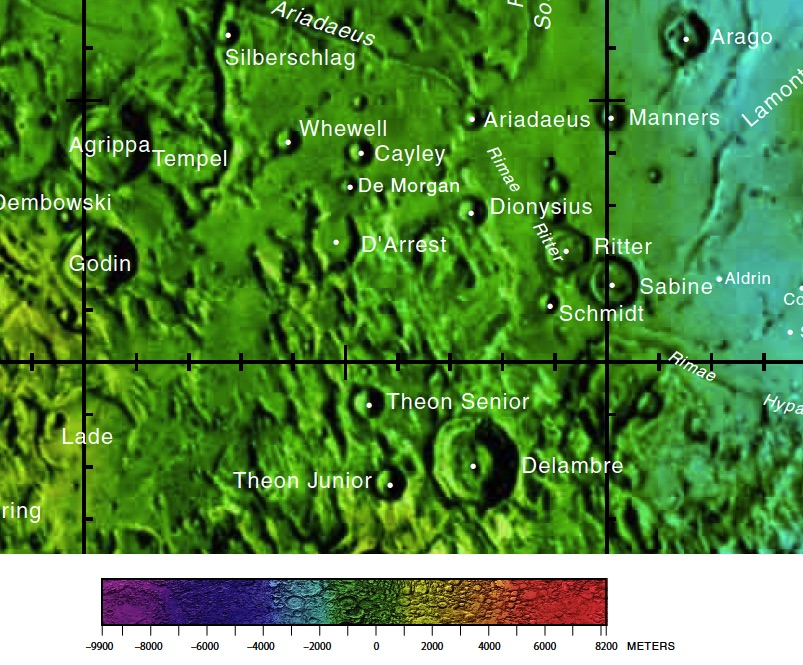
Околиці кратера Вевелл. Фрагмент карти видимого боку Місяця

Найближчими сусідами кратера Вевелл є кратер Темпель на заході; кратер Зільбершлаг на північному заході; кратер Кейлі на сході; кратер Морган на сході південному сході і кратер Дарре на півдні південному сході. На північ від кратера розташована Борозна Арідея. Селенографічні координати центра кратера 4°10′ пн. ш. 13°44′ сх. д. / 4.16° пн. ш. 13.73° сх. д., діаметр 13,1 км, глибина 2270 м.
Кратер Вевелл має циркулярну чашоподібну форму і практично не зазнав руйнувань. Вал з чітко окресленою гострою крайкою, у західній частині порушений дрібним кратером. Внутрішній схил валу гладкий, що опускається до невеликої ділянки плоского дна. Висота валу над навколишньою місцевістю сягає 490 м. За морфологічними ознаками кратер належить до типу BIO (за назвою типового представника цього класу — кратера Біо).

## Сателітні кратери

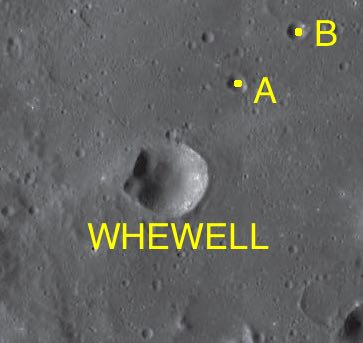
Фрагмент мапи LAC-60.

| Вевелл | Координати                                              | Діаметр, км |
| ------ | ------------------------------------------------------- | ----------- |
| A      | 4°41′ пн. ш. 14°08′ сх. д. / 4.69° пн. ш. 14.13° сх. д. | 3,7         |
| B      | 5°00′ пн. ш. 14°28′ сх. д. / 5° пн. ш. 14.47° сх. д.    | 3,4         |